# Nakahara Shogo
Nakahara Shogo (中原 彰吾 Nakahara Shōgo, sinh ngày 19 tháng 5 năm 1994 ở Sapporo) là một cầu thủ bóng đá người Nhật Bản thi đấu cho V-Varen Nagasaki theo dạng cho mượn từ Consadole Sapporo.

## Thống kê câu lạc bộ
Cập nhật đến ngày 3 tháng 12 năm 2017.
| Thành tích câu lạc bộ | Thành tích câu lạc bộ | Thành tích câu lạc bộ | Giải vô địch | Giải vô địch | Cúp                   | Cúp                   | Cúp Liên đoàn | Cúp Liên đoàn | Châu lục | Châu lục  | Tổng cộng | Tổng cộng |
| Mùa giải              | Câu lạc bộ            | Giải vô địch          | Số trận      | Bàn thắng    | Số trận               | Bàn thắng             | Số trận       | Bàn thắng     | Số trận  | Bàn thắng | Số trận   | Bàn thắng |
| Nhật Bản              | Nhật Bản              | Nhật Bản              | Giải vô địch | Giải vô địch | Cúp Hoàng đế Nhật Bản | Cúp Hoàng đế Nhật Bản | J. League Cup | J. League Cup | Châu Á   | Châu Á    | Tổng cộng | Tổng cộng |
| --------------------- | --------------------- | --------------------- | ------------ | ------------ | --------------------- | --------------------- | ------------- | ------------- | -------- | --------- | --------- | --------- |
| 2013                  | Consadole Sapporo     | J2                    | 3            | 0            | 0                     | 0                     | -             | -             | -        | -         | 3         | 0         |
| 2014                  | Consadole Sapporo     | J2                    | 16           | 0            | 2                     | 0                     | -             | -             | -        | -         | 18        | 0         |
| 2015                  | Consadole Sapporo     | J2                    | 11           | 0            | 2                     | 0                     | -             | -             | -        | -         | 13        | 0         |
| 2016                  | Consadole Sapporo     | J2                    | 4            | 1            | 1                     | 1                     | -             | -             | -        | -         | 5         | 2         |
| Tổng                  | Tổng                  | Tổng                  | 34           | 1            | 5                     | 1                     | -             | -             | -        | -         | 39        | 2         |
| 2017                  | Gamba Osaka           | J1                    | 3            | 0            | 0                     | 0                     | 2             | 0             | 0        | 0         | 5         | 0         |
| Tổng                  | Tổng                  | Tổng                  | 3            | 0            | 0                     | 0                     | 2             | 0             | 0        | 0         | 5         | 0         |
| 2018                  | V-Varen Nagasaki      | J1                    | 0            | 0            | 0                     | 0                     | 0             | 0             | -        | -         | 0         | 0         |
| Tổng                  | Tổng                  | Tổng                  | 0            | 0            | 0                     | 0                     | 0             | 0             | -        | -         | 0         | 0         |
| Tổng cộng sự nghiệp   | Tổng cộng sự nghiệp   | Tổng cộng sự nghiệp   | 37           | 1            | 5                     | 1                     | 2             | 0             | 0        | 0         | 44        | 2         |

Thành tích đội dự bị
| Thành tích câu lạc bộ | Thành tích câu lạc bộ   | Thành tích câu lạc bộ | Giải vô địch | Giải vô địch | Tổng cộng | Tổng cộng |
| Mùa giải              | Câu lạc bộ              | Giải vô địch          | Số trận      | Bàn thắng    | Số trận   | Bàn thắng |
| Nhật Bản              | Nhật Bản                | Nhật Bản              | Giải vô địch | Giải vô địch | Tổng cộng | Tổng cộng |
| --------------------- | ----------------------- | --------------------- | ------------ | ------------ | --------- | --------- |
| 2014                  | J.League U-22 Selection | J3                    | 7            | 1            | 7         | 1         |
| 2015                  | J.League U-22 Selection | J3                    | 2            | 0            | 2         | 0         |
| 2017                  | Gamba Osaka U-23        | J3                    | 18           | 0            | 18        | 0         |
| Tổng cộng sự nghiệp   | Tổng cộng sự nghiệp     | Tổng cộng sự nghiệp   | 27           | 1            | 27        | 1         |